# Manuel Comnène Doukas
Pour les articles homonymes, voir Manuel Comnène.
Manuel Comnène Doukas (en grec: Μανουήλ Κομνηνός Δούκας, c. 1187 – c. 1241), appelé également Manuel Doukas (Μανουήλ Δούκας) et, plus rarement, Manuel Ange (Μανουήλ Ἄγγελος), gouverna Thessalonique de 1230 à 1237 et, après son expulsion de cette ville en 1239, la Thessalie jusqu’à sa mort vers 1241.

## Biographie
Manuel était fils du sébastocrate Jean Doukas et par conséquent cousin des empereurs Isaac II et Alexis III Ange et frère de Michel Ier Doukas Comnène et de Théodore Ier Ange Doukas Comnène, despote d'Épire de 1215 à 1230, auto-proclamé empereur byzantin de Thessalonique de 1224 à 1230.
Vers 1225 ou 1227, son frère Théodore, pour affirmer ses prétentions à la reconquête de Constantinople et au titre impérial, lui conféra la dignité de despote. Également en 1225, il épousa Maria Ansen, fille illégitime de Jean-Alexandre Asen (aussi connu sous le nom de Ivan Aleksandre) de Bulgarie,.
Toutefois, ses prétentions impériales devaient fatalement l’amener à entrer en conflit avec son beau-père, Jean-Alexandre Asen qui rêvait également d’un grand royaume bulgare qui réunirait les populations orthodoxes des Balkans et dont la capitale serait Constantinople. Théodore rompit son alliance avec Jean-Alexandre et leurs armées se rencontrèrent à Klokotnica (aujourd’hui Semidje), bataille qui se solda par une victoire décisive des Bulgares au cours de laquelle Théodore fut fait prisonnier. Resté libre, Manuel parvint même à remplacer son frère à Thessalonique avec l’autorisation de Jean-Alexandre Asen II, dont il avait marié la fille illégitime, Maria Bdeloslava en 1225. Bien que reconnu comme despote par les autorités bulgares, il prétendit conserver le titre d’empereur que s’était arrogé son frère.  Toutefois, cet « empire » n’était plus que l’ombre de celui qu’avait créé Théodore et qui avait réuni Thessalonique, la Thessalie et l’Épire, la Bulgarie lui ayant enlevé les régions de Thrace, de Macédoine conquises par Théodore ainsi qu’une partie de l’Albanie. La rivalité pour la reconquête de Constantinople ne devait plus être le fait de trois souverains, ceux d’Épire/Thessalonique, de Nicée et de Bulgarie, mais de deux seulement : Jean Vatatzès de Nicée et Jean-Alexandre Asen de Bulgarie.
Afin de maintenir une certaine indépendance face aux Bulgares, Manuel tenta au moins de protéger l’indépendance de l’Église de Thessalonique en cherchant un rapprochement, d’abord avec la papauté. Ayant pris contact avec le pape Grégoire IX en 1232, il jugea cependant plus prudent de ne pas aller plus loin lorsque son beau-père rompit avec Rome pour promouvoir son projet d’unification des orthodoxes des Balkans. Il se tourna alors vers l’Église de Nicée dont s’était séparée l’Église de Thessalonique après le couronnement de Théodore Comnène Doukas par le métropolite d’Ohrid, Démétrios Chomatènos. Cependant, après la défaite épirote de Klokonitsa, les évêques d’Épire s’étaient progressivement rapprochés de l’Église de Nicée et le schisme prit fin en 1233, affaiblissant ainsi les prétentions d’indépendance de Manuel,,.
Les relations entre Manuel et son beau-père Jean-Alexandre Assen se détériorèrent rapidement jusqu’à ce que ce dernier, devenu veuf, décidât d’épouser Irène, la fille de Théodore encore en prison. Théodore et ses fils furent alors relâchés et Théodore décida de reprendre le pouvoir à Thessalonique en 1237. Aveuglé par son beau-père, Théodore ne pouvait régner; aussi couronna-t-il son fils Jean dont il resta le tuteur. Pour sa part, Manuel qui avait tenté en vain de recevoir l’aide du prince Geoffroy II Villehardouin d’Achaïe dont il promettait de reconnaître la suzeraineté, dut s’enfuir à Attaleia (aujourd’hui Antalya), en Asie mineure,.
Après une période d’exil chez les Turcs seldjoukides et à Nicée, Manuel retourna en Grèce avec l’appui de Nicée en 1239 et captura plusieurs forteresses de Thessalie qui appartenaient au fils de Théodore, Jean Comnène Doukas. Théodore et Jean durent alors  se résigner à partager le territoire familial avec lui. Lorsque Manuel mourut, vers 1241, le territoire passa entre les mains de son autre neveu, Michel II Comnène Doukas d’Épire.

## Famille
Manuel épousa en premières noces une princesse serbe, sœur du prince Étienne Nemanjić (règne 1196-1228). Toutefois, celle-ci ne dut pas vivre longtemps, car en 1225, il épousa en secondes noces Marie Beloslava, fille illégitime d’Ivan Assen II. On ignore si des enfants furent le fruit de ce mariage.
Toutefois, on croit que Manuel eut une fille, Hélène, qui épousa Guillaume de Vérone, tétrarque d’Eubée.